# Орган юридического лица
О́рган юриди́ческого лица́ — лицо (единоличный орган) или совокупность лиц (коллегиальный орган), которые в соответствии с законодательством, документами юридического лица либо решением иного уполномоченного на то органа юридического лица наделены определёнными полномочиями в отношении юридического лица и через которые данное юридическое лицо осуществляет свою правоспособность. Органы юридического лица подразделяются на органы управления и органы  контроля. Органы юридического лица правомочны создавать свои рабочие органы, которые не имеют собственных полномочий в отношении юридического лица, но помогают органам юридического лица в осуществлении их полномочий.

## Структура органов юридического лица

### Органы управления
- Общее собрание
  - рабочие органы: Счётная комиссия

- Совет директоров
  - рабочие органы: Комитеты совета директоров (напр., комитет по аудиту)

- Коллегиальный исполнительный орган

- Единоличный исполнительный орган
  - рабочие органы: Консультативный совет и др.

### Органы контроля
- Ревизионная комиссия (ревизор)